# Анджумануш-шуара
Анджумануш-шуара (азерб. Əncümənüş-şüəra) — азербайджанское литературное общество, основанное Шихали Наибом в Ордубаде в 1838 году.

## История
«Анджумануш-шуара» был организован в Ордубаде в 1838 году Шихали Наибом. В начале общество успешно действовало, но в дальнейшем деятельность ослабела. Однако в 1860—1870 годах Хаджага Фагир, собрав вокруг себя поэтов Ордубада, возобновил работу кружка. После смерти Фагира «Анджумануш-шуара» шёл к спаду. В это время Таги Сидги продолжил деятельность общества в своей чайхане. Наряду с передовыми газетами, которые он покупал за границей, он читал участникам свои произведения, беседовал с ними и пропагандировал науку и культуру. После того, как Сидги переехал из Ордубада в Нахичеван, вокруг него собрались городские любители поэзии. В различные периоды его деятельности в собраниях «Анджумануш-шуара» принимали участие ряд непредубежденных людей и поэтов, проживающих в Ордубаде, Нахичеване и окрестных селах.

## Участники
- Шихали Наиб
- Фагир Ордубади
- Таги Сидги
- Джани Ордубади
- Кудси Вананди
- Мохтарам Ордубади
- Молла Мухаммед
- Ордубади Ахмедага
- Шями
- Уста Зейнал Наггаш
- Молла Хусейн Бикяс
- Мешади Хасан Даббаг
- Мамедгулу Салик Ордубади
- Хусейн Надим Нахчывани
- Мирза Мехди Нахчывани[2]